# Luís de Melo da Silva, 3.º Conde de São Lourenço
Luís de Melo da Silva (c. 1620 - ?), 3.º conde de São Lourenço, foi um nobre português do século XVII. 
Era filho de Martim Afonso de Melo, 2.º Conde de São Lourenço e de sua mulher D. Madalena da Silva, 2.ª Condessa de São Lourenço, herdeira do 1.º Conde, Pedro da Silva. Sucedeu na casa de seu pai em 1671, sendo senhor de Vila do Bispo, dos Reguengos de Sagres e de Elvas. Nomeado vedor da Casa das Rainhas no tempo de D. Maria Francisca Isabel de Saboia, continuou no cargo no tempo da segunda mulher de D. Pedro II, D. Maria Sofia de Neuburgo.
Casou com D. Filipa de Faro, filha do reposteiro-mor Bernardim de Távora e que seria, depois de viúva, dama da Rainha D. Catarina da Grã-Bretanha.
Sucedeu-lhe na casa o seu varão primogénito Martim Afonso de Melo, 4.º Conde de São Lourenço, que teve como irmã a poetisa Guiomar do Deserto (Lisboa - Lisboa, 1 de Agosto de 1710), freira dominicana do Convento da Esperança de Lisboa.